# Richterova přádelna
Richterova přádelna je bývalý průmyslový podnik v Raspenavě, což je město na severu České republiky (součást Frýdlantského výběžku v Libereckém kraji). Továrna sídlila v objektu čp. 706 a od hlavních výrobních prostor byla oddělena řekou Smědou, přes kterou se přecházelo po ocelovém příhradovém mostě. Jejími zakladateli byli v roce 1889 bratři Josef Anton a Gustav Richterovi. Na přelomu 19. a 20. století již firma disponovala 16 000 vřeteny a pracovalo v ní na 300 zaměstnanců. Severně od železniční trati spojující Raspenavu s Bílým Potokem vybudovali majitelé firmy pro své zaměstnance dělnickou kolonii (domy čp. 255 až 269 v dnešní Okružní ulici) skládající se z typizovaných domků se zahrádkami systému „Mülhausen“.
Během roku 1908 nechali majitelé do továrny nainstalovat čtyři elektromotory, které napájely energií z přespolní elektrárny zřízené Antonem Richterem (otcem bratrů zakladatelů). Energie vyrobená touto elektrárnou později také osvětlovala Raspenavu a obce v jejím okolí.
V 21. století sídlí v areálu firmy výrobce plastových a hliníkových oken.